# Aihou
Aihou ist eine osttimoresische Aldeia im Suco Aituto (Verwaltungsamt Maubisse, Gemeinde Ainaro). 2015 lebten in der Aldeia 897 Menschen.

## Geographie und Einrichtungen
Die Aldeia Aihou liegt im Nordwesten des Sucos Aituto. Nördlich befinden sich die Aldeias Lebututo und Hato-Buti, nordöstlich die Aldeia Mau-Lefo, östlich die Aldeia Russulau und südöstlich die Aldeia Lientuto. Im Westen grenzt Aihou an den Suco Horai-Quic und im Südwesten an das Verwaltungsamt Hatu-Builico mit seinem Suco Mulo. Bis auf einen schmalen Streifen im Norden liegt das gesamte Gebiet von Aihou auf eine Meereshöhe von über 1500 m.
Die Überlandstraße von Maubisse nach Ainaro teilt die Aldeia in zwei Hälften. Südlich der Straße ist die Aldeia nahezu unbesiedelt, während die Gebäude des Dorfes Aihou sich über den gesamten Norden lose verteilen, aber keine geschlossene Ortschaft bilden. Das Ortszentrum liegt an der Überlandstraße, nahe der Westgrenze. Wo die Überlandstraße nach Osten hin Aihou verlässt, befindet sich das Dorf Flisac. Im Norden kommt eine kleine Straße aus Horai-Quic nach Aihou und führt nach Norden weiter nach Lebututo. An ihr liegen die kleinen Dörfer Manosahe und Kolohunu. In Kolohunu befinden sich die Grundschule Escola Basica Sentral Groto und der Friedhof der Aldeia.
Im Süden erhebt sich Berg Ailora, auf dessen Gipfel in 2008 m Höhe sich ein Gipfelkreuz befindet. Der Ort wird auch Golgata Fleixa genannt.